# Бентамидия Наттолла
Бентами́дия На́ттолла, также кизи́л Наттолла (лат. Córnus nuttállii) — вид растений из Северной Америки, входящий в род Кизил (Cornus) семейства Кизиловые (Cornaceae). Назван в честь известного английского натуралиста, изучавшего природу США, Томаса Наттолла (1786—1859).

## Ботаническое описание
Небольшое, реже довольно массивное листопадное дерево высотой до 3—9(15) м. Листья 7,5—12,5 см длиной, эллиптические, иногда почти округлые, с верхней стороны ярко-зелёные, мелковолосистые, с нижней стороны бледно-зелёные опушённые, иногда мелкозубчатые.
Соцветие головчатое, окружённое 4—6 заострёнными белыми или кремовыми (изредка розовыми) прицветниками 5—7,5 см длиной, выполняющими роль малоразвитого венчика. Первое цветение наблюдается в апреле, до появления листьев или одновременно с ним, второе — в августе — сентябре.
Плоды — сидячие ярко-красные или красно-оранжевые костянки, собранные по 20—40, около 12 мм длиной.

## Ареал
Бентамидия Наттолла распространена на западе Северной Америки — от южной Калифорнии на юге до юго-западной Британской Колумбии на севере. На восток заходит на север Айдахо, в бассейны рек Локса и Селуэй. В Айдахо имеет статус исчезающего вида.

## Значение
Бентамидия Наттолла, как и её восточноамериканский родственник бентамидия цветущая, подвержена антракнозу, вызываемому грибком Discula destructiva. Теневынослива, однако малозимостойка, вымерзает при понижении температуры ниже –18°C (растения из Айдахо немного более зимостойки). Также плохо переносит слишком высокую температуру летом. В Калифорнии иногда выращивается в садах, ценится за ярко-красную осеннюю окраску листьев и красивое раннее цветение.
Индейцы северо-запада считали, что кизил Наттолла приносит удачу. Горькая кора растения находила различное применение в медицине — она использовалась как слабительное, рвотное, желудочное, кровеочищающее, тонизирующее.
Плодами бентамидии питаются бурундуки и олени, а также различные птицы.

## Таксономия

### Синонимы
- Benthamia nuttallii (Audubon) Nakai, 1909
- Benthamidia nuttallii (Audubon) Moldenke, 1935
- Cynoxylon nuttallii (Audubon) Shafer, 1908
- Cornus florida sensu Hook., 1834 — ошибочно употребляемое название